# Першайский сельсовет
Першайский сельсовет (белор. Пяршайскі сельсавет) — административная единица на территории Воложинского района Минской области Республики Беларусь. Административный центр — агрогородок Першаи.

## История
Першайский сельсовет был образован в 1940 году
В 1941 году был реорганизован в немецкую управу.
В 1944 году Першайский сельсовет был введен в состав Вилейской, потом Молодечненской области, а позже Воложинского района Минской области.
Первым председателем Першайского сельсовета был Борис Францевич Жидолович.
В 1954 году к Першайскому сельскому Совету присоединили населённые пункты упразднённого Лещевского сельского Совета.
28 июня 2013 года в состав Першайского сельсовета включена часть населённых пунктов упразднённого Яршевичского сельсовета (Адамовцы', Великое Поле, Дружичи, Заречье, Киевец, Кисели, Крапивники, Лапинцы, Лютино, Маньковщина, Новоселки, Петровичи, Сульжичи, Суши, Тишковщина, Хоружи, Яршевичи).

## Состав
Першайский сельсовет включает 46 населённых пунктов:
- Адамовцы — деревня.
- Богушовка — деревня.
- Бурбовщина — деревня.
- Великое Поле — деревня.
- Войниловщина — деревня.
- Гуньбовщина — деревня.
- Довгулевщина — деревня.
- Дружичи — деревня.
- Задорожье — деревня.
- Заречье — деревня.
- Ислачевка — деревня.
- Киевец — деревня.
- Кисели — деревня.
- Конюшевщина — деревня.
- Крапивники — деревня.
- Лапинцы — деревня.
- Лесники — деревня.
- Лещатка — деревня.
- Лещевцы — деревня.
- Лютино — деревня.
- Малая Лютинка — деревня.
- Маньковщина — деревня.
- Мишаны — деревня.
- Новоселки — деревня.
- Огородники — деревня.
- Перовщина — деревня.
- Першаи — агрогородок.
- Петровичи — деревня.
- Пожарковщина — деревня.
- Полубовцы — деревня.
- Попки — деревня.
- Родевщина — деревня.
- Седлище — деревня.
- Семерники — деревня.
- Скрундевщина — деревня.
- Смалевщина — деревня.
- Сульжичи — деревня.
- Сусни — деревня.
- Суши — деревня.
- Тихоновщина — деревня.
- Тишковщина — деревня.
- Хоружи — деревня.
- Чеховщина — деревня.
- Явидовщина — деревня.
- Янушковичи — деревня.
- Яршевичи — деревня.

## Демография
В 2011 году на территории сельсовета проживало 1169 человек, из них:
- моложе трудоспособного возраста — 174
- трудоспособного возраста — 628
- старше трудоспособного возраста — 367

## Производственная сфера
- Сельскохозяйственный производственный кооператив «Першаи-2003»
- Першайское лесничество

## Социально-культурная сфера
- Государственное учреждение образования «Першайский учебно-педагогический комплекс детский сад-средняя общеобразовательная школа»
- Государственное учреждение образования «Чеховщинская образовательная вспомогательная школа-интернат»
- Учреждения здравоохранения представлены: Першайская врачебная амбулатория, Першайская больница сестринского ухода
- Учреждения культуры: Першайский сельский дом культуры
- Першайская сельская библиотека

## Памятные места
- В аг. Першаи: Памятник землякам, памятник в честь партийной ячейки, братская могила погибших во время Великой Отечественной войны, мемориальная доска Я. Троцевской, мемориальная доска Ядвигину Ша (Лявон Лявицки)
- В д. Явидовщина — валун с мемориальной доской в месте соединения партизанских бригад
- В д. Чеховщина — братская могила советских воинов
- В д. Малая Лютинка — мемориальный знак белорусскому писателю и драматургу, классику белорусской литературы Викентию Дунину-Марцинкевичу

## Достопримечательности
- Агроусадьбы: «Мартынова гусь» — в д. Малая Лютинка, «Хата Адася» — в д. Родевщина